# Партизани (Бостон)
Партизани (англ. The Boston Sculpture of Partisans) — перший пам'ятник членам польського повоєнного підпілля антикомуністичного і незалежницького (пол. Żołnierze wyklęci), встановлений 1983 у місті Бостон штату Массачусетс США. Автор — американський скульптор польського походження Андрій Пітинські

## Історія
Скульптор виготовив скульптурну групу на пам'ять про батька і родича Михайла Крупа, яких він бачив у віці 12 років. Висота композиції 7 м, довжина 10 м, ширина 4 м. Він зобразив 5 партизанів зимою на конях над рікою Танев. Кошти на виготовлення надала Sculpture Foundation, алюміній відлили у Johnson Atelier — підрозділі Технічного інституту скульптури у Принстоні. На виділеному на 6 місяців місці пам'ятник простояв 23 роки, після чого був перенесений 6 вересня 2006 на нове місце. Автор назвав свій витвір пам'ятником усім борцям за свободу у цілому світі і це було б зрозумілим при анонімних постатях. Але виходячи з життєписів дійових осіб ця назва викликає певні застереження і мимохідь напрошується альтернативна назва.

### Особистості
У скульптурній групі зображено п'ять конкретних осіб. Батько Олександр Пітинський, псевдо «Куля»; Адам Куш, псевдо «Горбатий»; Станіслав Пельчар, псевдо «Майка»; Михайло Крупа, псевдо «Полковник», Юзеф Задзєрський, псевдо «Волиняк». Усі вони були членами угрупування OP-44 «Ojca Jana» Національної Військової Організації-АК (НВО-АК) (пол. Narodowa Organizacja Wojskowa), причетного до вбивства цивільного населення, зокрема, відповідального за вбивство 26 липня 1943 в Буковині ґміни Біща Білгорайського повіту Люблінського воєводства 15 українців, пораненню 7, спаленні 31 господарства; численних випадках насилля над українським населенням. Згодом новий підрозділ під керівництвом «Волиняка» здійснив напади на українців у селах Ксенжполь, Обша, Теплиці, Курилівка, з квітня 1944 такі акції стали постійними. У ніч 18-19 лютого 1945 підрозділ «Волиняка» у Лежайську вбив 9 вцілілих у війні євреїв та випадково зустрінутих українців. 18 квітня 1945 загін «Волиняка» вчинив різню у Пискоровичах українців, що очікували переселення до УРСР у школі. Було вбито лише в школі від 358 до 172 цивільних осіб. Свідки писали про сотні тіл у селі, викинутих до ріки. Д. Гарбач у книжці «Волиняк» Правдива легенда" подав донесення бойовика під псевдо «Лис», що в час терористично-очищувальної акції у Пискоровичах застрелили близько 300 українців за участі загонів «Волиняка» і «Майка». У селі Дібча в 19 січня 1946 було вбито 33 особи (6 до 12 років, 19 жінок, мужчини старші 57 років); 18 травня розстріляно 18 українців віком 16-68 років; завдяки підходу сотні УПА було врятовано решту селян, зібраних у селі для розстрілу.